# Aortasinus

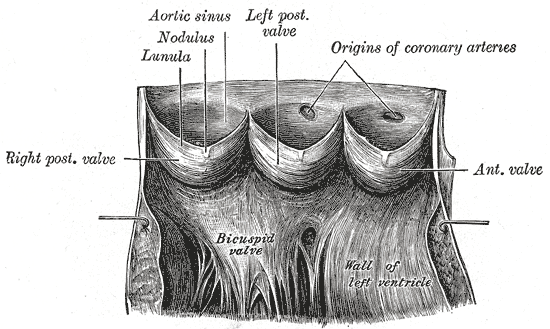
Aortaklaffen, uppskuren för att visa tydligare. Bilden är från en gammal version av Gray's Anatomy, och därför är cusparna namngivna på annorlunda sätt.

Aortasinus är en utvidgning på aortan precis efter aortaklaffen. Härifrån utgår kranskärlen, höger kranskärl utgår precis ovanirån från högra cuspen i aortaklaffen, medan vänstra kranskärlet utgår precis ovanför vänstra cuspen. Posteriora cuspen av aortaklaffen har ingen kärlavledning ovanför sig. 